# Hekinan-Linie
| Kesselwagenzug auf der Hekinan-Linie |                        |                      |                |
| Streckenlänge: | 8,2 km                 |                      |                |
| Spurweite: | 1067 mm (Kapspur)      |                      |                |
| Streckengeschwindigkeit: | 45 km/h                |                      |                |
| Zweigleisigkeit: | nein                   |                      |                |
| |                        |                      |                |
| Gesellschaft: | Kinuura Rinkai Tetsudō |                      |                |
| \| \| 0,0 \| Higashiura (東浦) \| 1944– \| \| \| \| \| \| \| \| \| Taketoyo-Linie \| \| \| \| \| Takahama-gawa \| \| \| \| 5,1 \| Takahamashi (高浜市) \| 1977–2006 \| \| \| \| Shin-kawa \| \| \| \| 8,2 \| Hekinanshi (碧南市) \| 1977– \| \| \| \| Hori-kawa \| \| \| \| 11,3 \| Gongenzaki (権現崎) \| 1977–2006 \| |                        |                      |                |
| Bahnhof | 0,0                    | Higashiura (東浦)    | 1944–          |
| Abzweig geradeaus und nach links · Strecke von rechts |                        |                      |                |
| Strecke nach rechts · Strecke |                        | Taketoyo-Linie       | Taketoyo-Linie |
| Brücke über Wasserlauf |                        | Takahama-gawa        | Takahama-gawa  |
| ehemaliger Dienststation / Betriebs- oder Güterbahnhof | 5,1                    | Takahamashi (高浜市) | 1977–2006      |
| Brücke über Wasserlauf |                        | Shin-kawa            | Shin-kawa      |
| Betriebs-/Güterbahnhof Strecke ab hier außer Betrieb | 8,2                    | Hekinanshi (碧南市)  | 1977–          |
| Brücke über Wasserlauf (Strecke außer Betrieb) |                        | Hori-kawa            | Hori-kawa      |
| Betriebs-/Güterbahnhof Streckenende (Strecke außer Betrieb) | 11,3                   | Gongenzaki (権現崎)  | 1977–2006      |

Die Hekinan-Linie (jap. 碧南線, Hekinan-sen) ist eine Eisenbahnstrecke auf der japanischen Insel Honshū, die von der Bahngesellschaft Kinuura Rinkai Tetsudō betrieben wird. Im Süden der Präfektur Aichi erschließt sie ein weitläufiges Hafen- und Industriegebiet an der Kinuura-Bucht.

## Beschreibung
Die 8,2 km lange, nicht elektrifizierte Strecke ist in Kapspur (1067 mm) verlegt, Sie ist eingleisig und die zulässige Höchstgeschwindigkeit beträgt 45 km/h. Die im Bahnhof Higashiura von der Taketoyo-Linie abzweigende Stichstrecke dient ausschließlich dem Schienengüterverkehr. Zunächst überbrückt sie den Fluss Sakai in dessen Mündungsbereich, anschließend folgt sie dem Ostufer der Kinuura-Bucht und endet im Güterbahnhof Hekinanshi am Stadtrand von Hekinan. Hauptkunde ist das Kohlekraftwerk Hekinan der Elektrizitätsgesellschaft Chūbu Denryoku. Transportiert werden in der Regel Calciumcarbonat zur Entschwefelung und Flugasche, ein Abfallprodukt der Kohleverbrennung. Dabei fahren die Züge weiter auf der Taketoyo-Linie und der Tōkaidō-Hauptlinie in Richtung Nagoya.
Die Eröffnung der Strecke erfolgte am 25. Mai 1977. In den Anfangsjahren war sie noch 11,3 km lang und erstreckte sich bis zum Güterbahnhof Gongenzaki. Der 3,1 km lange Abschnitt zwischen Hekinanshi und Gongenzaki sowie der Güterbahnhof Takahamashi wurden am 1. April 2006 stillgelegt.

## Liste der Bahnhöfe
| Name                 | km   | Anschlusslinien | Lage   | Ort        |
| -------------------- | ---- | --------------- | ------ | ---------- |
| Higashiura (東浦)    | 0,0  | Taketoyo-Linie  | Koord. | Higashiura |
| Takahamashi (高浜市) | 5,1  |                 | Koord. | Takahama   |
| Hekinanshi (高浜市)  | 8,2  |                 | Koord. | Hekinan    |
| Gongenzaki (権現崎)  | 11,3 |                 | Koord. | Hekinan    |